# Nathaniel Bland
Nathaniel Bland (født 3. februar 1803 i Liverpool, død 10. august 1865) var en engelsk orientalist.
Foruden en række artikler i Journal of the Royal Asiatic Society om litterære og kulturhistoriske emner fra den nypersiske verden har han udgivet A Century of Persian Ghazals og besørget en udgave af den persiske digter Nizamis Makhzan-el-asrar.